# Dumitru Bârliga
Dumitru Bârliga (? –) erdélyi származású, a rendszerváltás körüli években Magyarországon élt, jelenleg Kanadában élő és alkotó kortárs festőművész.

## Élete
Dumitru Bârliga Erdélyben született, Brassó városában nevelkedett, és hazájában diplomázott, a Nemzeti Képzőművészeti Főiskolán, ahol grafikai tervezést és díszlettervezést is tanult. 15 év grafikai tervezői munka után, 1989 és 1997 között Magyarországon, Németországban és Franciaországban igyekezett továbbfejleszteni saját művészetét. Hazánkban, ahol 1993 és 1997 között élt, alkotásaihoz a természetből nyerte a legtöbb ihletet, így műveinek hamarosan kedvenc témái lettek a különféle tájképek. Lenyűgözték a régi nagy tájképfestő mesterek, ezért komolyabban is elmélyült munkáik tanulmányozásában. Stílusa idővel egyre légiesebbé vált, laza és könnyed ecsetvonásokkal. Magyarországi lakóhelyén, Pilisszentivánon egy 1903 körül festett, majd 1937-től évtizedekig rejtegetett Szent Borbála-kép restaurálásával írta be nevét a település történetébe.
Bár a festészet többféle irányzatával, eszközeivel és anyagaival is dolgozott, miután 1997-ben a kanadai Vancouverbe költözött, az akvarellfestészet iránti rajongása nőtt a legnagyobb mértékben. Ettől fogva a legtöbb idejét egy olyan új festészeti technika kidolgozásával és gyakorlásával töltötte, amely a legjobb hagyományos európai irányzatok stíluselemeit ötvözi újszerű koncepciókkal és ragyogó színekkel. Művei egyszerre tükrözik a természet iránti rajongást és az emberi élet szeretetét.
Alkotásaival számos kiállításon és adománygyűjtő rendezvényeken vett részt 1998 óta, elsősorban Kanadában és az Amerikai Egyesült Államokban. Egyik nagyszabású munkája egy 5 x 7 méteres akrilfestmény elkészítése volt az Alcatraz című mozifilm díszletéül, a kaliforniai Paramount Pictures filmvállalat megbízásából. Több egyesületi tagsága mellett pártoló tagja a Kanadai Képzőművészek Szövetségének; munkái főként magángyűjteményekben találhatók, Franciaországban, Japánban, Kanadában, Magyarországon, Németországban, Romániában és az Egyesült Államokban.

## Külső hivatkozások
- http://www.dumitrubarliga.com%5B%5D